# Jacques Boulbène
Jacques Boulbène, parfois orthographié Boulvène (né à Moissac vers 1560, mort à Toulouse en 1605) est un peintre toulousain de la Renaissance.
Le tableau représentant Les Quatre Fonctions du Capitoulat toulousain lui a longtemps été attribué. Il est aujourd'hui attribué au peintre Arnaut Arnaut.